# 変装グランプリ
『☆オールスター☆変装グランプリ』（オールスターへんそうグランプリ）は、1982年に日本テレビ系列局で特別番組として放送されたバラエティ番組。正式タイトルは『素人変装グランプリ』（しろうとへんそうグランプリ）。第2回（1983年）のタイトルは『家族（秘）変装大作戦!!』（かぞくまるひへんそうだいさくせん）である。続いて、1989年には『☆オールスター☆変装グランプリ』（オールスターへんそうグランプリ）・『☆オールスター☆変装（秘）大作戦!!』（オールスターまるひへんそうだいさくせん）として、芸能人バージョンが放送されており、本項ではそれも扱う。

## 概要
第1回の「素人変装グランプリ」、第2回にあたる「家族（秘）変装大作戦」は素人が変装で家族・肉親を欺いた時の反応・対応の面白さ、おかしさでグランプリを決定する番組。第3回にあたる「オールスター変装グランプリ」と、第4回目の「オールスター（秘）変装大作戦」は、芸能人が奇想天外な変装に挑戦する企画。

## 放送日

### 第1回
「素人変装グランプリ・仁義なき家族大集合!!」
- 1982年3月27日 19:30 - 20:54 （『土曜トップスペシャル』枠）
- 10人の素人変装名人が変装を施した上で、それぞれの家族と対面、その時の模様が審査された。
- 内容：変装した上でホステスの自分の娘に接客させたり、押し入った強盗が自分の夫だったなど[1]。

### 第2回
「爆笑!!家族（秘）変装大作戦!!」
- 1983年2月19日 19:30 - 20:54 （『土曜トップスペシャル』枠）
- 内容：ドイツ人の母がそば屋の出前持ちに扮装して子供の前へ、夫が女装・舞妓姿で妻の前へ、息子が妊娠!? などの爆笑場面やNGシーン集ほか[2]。

### 第3回
「特別企画☆オールスター☆変装グランプリ」
- 1989年4月8日 19:00 - 20:54 （『土曜スーパースペシャル』枠）
- 内容：女性が胸毛男性姿で露天風呂に潜入、ソックリさん20人がタレント本人の前に出現など、お笑い界総出演の芸能人版・変装企画。
- 司会：愛川欽也（総合司会）、吉村明宏、山瀬まみ
- 出演者：伊東四朗、富司純子、谷隼人、鈴木ヒロミツ、アグネスチャン、山咲千里、松本伊代、ちびっこギャング、相川恵里、アゴ勇、生稲晃子、石原良純、伊藤克信、伊藤美紀、稲川淳二、浦辺粂子、ABブラザーズ、大島智子、大西結花、小川菜摘、オスーマンサンコン、小野みゆき、清川虹子、コント山口くんと竹田くん、坂上忍、桜金造、佐藤蛾次郎、佐野量子、サンダー杉山、松竹梅、笑福亭笑瓶、轟二郎、中村ゆうじ、林家ペー、林家パー子、パワーズ、ペコちゃん、森口博子、渡辺めぐみ （順不同）

### 第4回
「☆秋のオールスター☆変装（秘）大作戦!!」
- 1989年10月7日 18:30 - 20:00 （『10月期首特別番組』）
- 愛川欽也の変装・複製人間30人が山瀬まみの前に出現、復活ツービート、“人間トイレ”、稲川淳二の変装ドラマなど。
- 出演者：伊東四朗、木内みどり、谷隼人、マリアン、京本政樹、松本伊代、夏木ゆたか、ダンプ松本、石田ひかり、稲川淳二、うつみ宮土里、ABブラザーズ、尾形大作、風見しんご、楠田枝里子、国実百合、小森和子、嶋大輔、笑福亭笑瓶、たけし軍団（ガナルカナルタカ、ダンカン、つまみ枝豆）、俵孝太郎、戸川純、中村ゆうじ、西田ひかる、林家ぺー、ビートきよし、ピンクの電話、布施絵里、松村邦洋、森口博子、ロミ・山田 （順不同）

## 司会
- 愛川欽也
- 山瀬まみ
- 吉村明宏

## スタッフ
- 総合演出：伊藤輝夫（テリー伊藤）
- 構成     ：長田聖一郎
　　　：摠谷博志
　　　：都築浩
　　　：越智真人
- 演出     ：  松崎俊顕
　　　：高須信行
- プロデューサー：牛丸謙壱、後藤喜男
- 制作  ： 加藤光夫
　　　：金谷勲夫
　　　：篠木為八男
　　　：安田譲
- 制作協力：IVSテレビ制作
- 製作著作：日本テレビ